# بروكائين
البروكائين procaine مخدر موضعي، معد للحقن، تركيبه بروكائين هيدروكلوريد، ويسمى نوفوكائين Novocaine، تنبع أهميتها من أن أملاحها الكلوريدية ثابتة ومحاليلها معتدلة التفاعل.

## الوصف
مسحوق أبيض بلوري، ينحل ملحه الكلوريدي جيداً في الماء، وبشكل أقل في الكحول، ولا ينحل في الإيثر، تتراوح درجة انصهاره بين 155-175 م.

## التحضير
1. من بارا نترو حمض البنزوئيك عبر عدة مراحل
2. بشكل مباشر من معالجة البنزوكائين مع دي ايتيل أمينو إيثانول بواسطة إيتيلات الصوديوم.

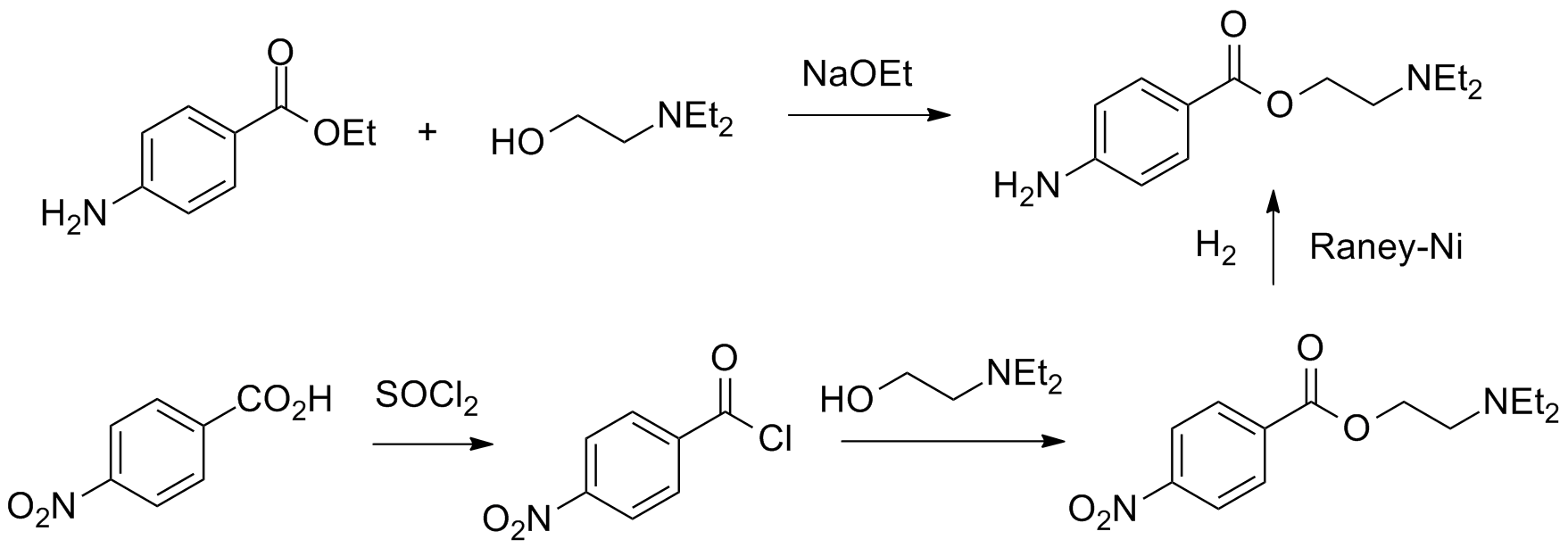

## الاستطباب
- يستخدم في التخدير الشوكي والتخدير فوق الجافية ومن أجل إحصار الأعصاب المحيطية، ينتمي للزمرة C من تصنيفات أمان الأدوية في الحمل.
- الأمراض العصبية والتشنجات والآلام الرثوية.
- للحصول على تأثير مديد للبنسلين بمشاركتها معه لأنه يعطي معه مركب ضعيف الذوبان ينحل في العضوية ببطء.

## طرق الإيتاء والحركيات الدوائية
تأثيره أقل من الكوكائين إلا أنه أسهل احتمالاً وأقل سمية ولا يسبب اعتياد، يكون امتصاصه عبر الجلد والأغشية المخاطية سيئاً، لكنه يؤثر جيداً بالحقن، لأنه موسع للأوعية الدموية مما يستدعي مشاركته مع الأدرينالين بتراكيز 0.01-0.005 غ (وهنا لا يستعمل وريدياً).

## المقدار المسموح به في اليوم
1.6غ حقن عضلي أو تحت الجلد أو قرب العصب على شك محاليل مائية تراكيزها 0.5-2 غ/مل.

## المقايسة
تحل العينة المدروسة بمحلول حمض كلور الماء، وتقايس بالطريقة العامة لمقايسة النتروجين للأمين الأولي للحلقة العطرية.